# Rîbalce, Hola Prîstan
Rîbalce (în ucraineană Рибальче) este localitatea de reședință a comunei Rîbalce din raionul Hola Prîstan, regiunea Herson, Ucraina.

## Demografie
Componența lingvistică a localității Rîbalce
     Ucraineană (89,76%)
     Rusă (9,62%)
     Alte limbi (0,52%)
Conform recensământului din 2001, majoritatea populației localității Rîbalce era vorbitoare de ucraineană (89,76%), existând în minoritate și vorbitori de rusă (9,62%).